# Lypowezer See
Der Lypowezer See (ukrainisch Липовецьке озеро Lypowezke osero, russisch Липовецкое озеро Lipowezkoje osero) ist ein Kratersee in den ukrainischen Waldkarpaten.
Der Lypowezer See, auch See-Auge (Морське око) genannt, entstand im Krater eines erloschenen Vulkans und ist ein Hydrologisches Naturdenkmal des Vulkanismus in den Karpaten.
Der runde See hat eine Fläche von 0,18–0,3 Hektar und eine Tiefe von 5,7 m. Der See besitzt keine Zuflüsse. Gespeist wird er von Tiefenwasser aus großer Tiefe. Er fällt nie trocken und friert nie zu.

## Geographische Lage
Der See liegt im Rajon Chust der Oblast Transkarpatien 15 Kilometer nördlich der Stadt Chust beim Dorf Lyptscha auf 526 m Höhe.